# Berber ló
A berber ló Észak-Afrika nyugati sivatagos részén élő lófajta. Kiválóan alkalmazkodott a száraz sivatagi éghajlathoz.

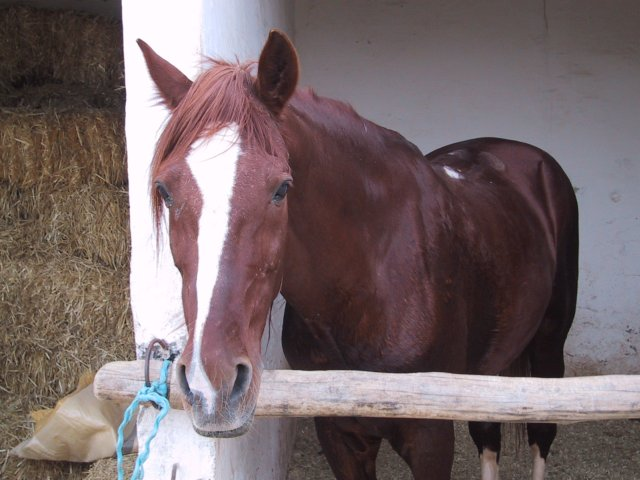
Mikádó

## Története
A berber ló a jégkorszakot túlélő vadló változata. Örökítőfajta, a spanyol-nápolyi fajták kialakulásában, mint az andalúz, lusitano, mind az angol telivér  nagy szerepe van. Az andalúz eredetű musztángoknál is jól felismerhetők a berber jellegek. Az észak-afrikai berber ló a mór hadsereg fontos harci állata volt, a 8. századi spanyol hódítások lovasságának főszereplőjeként. Az Észak-Afrikába érkező francia gyarmatosítók nagyon megkedvelték és francia tenyészeteket hoztak létre. Jelenleg Franciaországban vannak a legnagyobb egyedszámú berber ménesek. Tisztavérűen a tuaregek őrizték meg a mai napig.

## Jellemzői
A berber lófajta inkább keménységet és erőt sugároz, mint szépséget. Marmagassága: 147–160 cm között van, bottal mérve. Övmérete 170–180 cm között, szárkörmérete 18,5 és 19,5 között, testtömege 380–450 kg között van. A feje egyenes, gyakran kosfejű, erős nyak, mely középmagasan illesztett, jellemzi, koponyája szűk, egyszerű. Lapockája meredek, a vállak kiállóak. Az ágyéka feszes, háta inkább rövid, mint hosszú. Fara csapott, farka mélyen tűzött, hátsó végtagjai nem túl tökéletesek. Végtagjai a betegségekkel szemben ellenállóak. Mellkasa mély, bordái nem elég íveltek. Patája rendkívül kemény. A szürke szín a legjellemzőbb rá, de más színekben is előfordul. Eredeti színe a fekete és a pej. Rövidtávon gyors, jól teljesítő fajta. Rendkívül igénytelen mind a tartással, mind a takarmányozással szemben, kiválóan alkalmazkodott a sivatagi éghajlathoz.

## Hasznosítása
Hátaslóként és sportlóként egyaránt jó, a sportban főként ugrólóként használják.